# Brume (nouvelle)
Pour les articles homonymes, voir Brume (homonymie).
Brume (titre original : The Mist) est un roman court de cent cinquante pages de Stephen King paru en 1985 dans le recueil de nouvelles homonyme mais ayant été publié pour la première fois en août 1980 dans l'anthologie Dark Forces.
La nouvelle est un huis clos très oppressant se déroulant dans un supermarché où plusieurs dizaines de personnes se sont enfermées pour échapper à des créatures inconnues étant apparues avec une brume étrange qui a recouvert la ville.

## Résume du livre
Une nuit, un orage très violent cause d'énormes dégâts dans la propriété de David Drayton, près de la ville de Bridgton, dans le Maine. Le lendemain, il remarque avec son fils, Billy, et sa femme qu'une étrange brume plane au-dessus du lac au bord duquel ils vivent. Pendant la matinée, aidé de son voisin Brent Norton, il commence à réparer les dégâts ; il dégage notamment la route parsemée d’arbres.
David, Billy et Norton se rendent ensuite au supermarché pour faire des provisions. Une fois à l'intérieur, des exclamations les avertissent, quelque chose semble bizarre…  La brume, qu'ils avaient remarquée dans la matinée, s'étale, à présent, à perte de vue. En réalité, comme David en est témoin lorsqu'un jeune magasinier se fait happer par des tentacules en voulant sortir de la réserve du magasin, la brume cache des créatures immondes et meurtrières qui mangent tous les êtres humains qui se risquent à l'extérieur. Dans le magasin les gens s'affolent, des rumeurs commencent à courir ; d'après les autochtones, cet étrange phénomène serait dû à un projet militaire dont ils ignorent tout. D'un autre côté, Madame Carmody profère ses obscures prédictions et rassemble peu à peu des fidèles. Norton, qui refuse de croire que des monstres se cachent dans cette étrange brume, tente une sortie avec d'autres personnes mais ils sont très vite dévorés par des monstres. Les autres sont encore plus terrorisés et perdent leur sang-froid et leur raison, notamment après la première nuit éprouvante au cours de laquelle un monstre semblable à un ptérodactyle s'introduit dans le supermarché et sème la panique.
Dans le but de voir s’il y a encore des gens dans la pharmacie d'à côté, David tente une seconde expédition qui se révèle vaine et durant laquelle plusieurs de ses compagnons perdent la vie. David en déduit que les monstres les repèrent à l'odeur. Découragé, il veut à tout prix, avec quelques autres personnes et son fils, se rendre jusqu'à sa voiture pour partir loin, sortir de la brume. Après une confrontation avec Mme Carmody et ses adeptes, qui avaient l'intention d'offrir Billy en sacrifice, qui se solde par la mort de la fanatique, le petit groupe de David quitte le supermarché ainsi que la ville. Il écrit son histoire, dont on ne connaîtra jamais la fin, sur une serviette en papier de restaurant lors de son voyage, pour tenter de sortir de la brume. L'histoire se finit alors que David, ayant entendu ou cru entendre le nom de la ville de Hartford à la radio, conduit son groupe vers un avenir incertain.

## Personnages
- David Drayton : le personnage principal, c’est aussi le narrateur. Il habite dans le Maine, au bord d’un lac (Long Lake), dans l’ancienne maison de sa famille. Il est artiste-illustrateur de métier. Il est raisonné et lucide. Il mène un groupe qui n'adhère pas aux principes de Mme Carmody et conduit son fils, Amanda et Mme Reppler hors du magasin.

- Billy : le fils de David et Stephanie, il a 5 ans. Il a peur des créatures de la brume et reste avec sa nourrice Mme Turman dans le magasin. Il est exigé en sacrifice par Mme Carmody et s'échappe avec son père.

- Mme Carmody : une vieille dame aux allures de sorcière tenant une boutique de brocante. Elle prédit de grands malheurs à toute l’humanité et prévoit l’apocalypse. Elle réunit au fur et à mesure du roman un groupe d'adeptes qui la suivent dans ses actes religieux. Elle est hostile à toute sortie du supermarché et prévoit la mort. Elle est tuée à la fin de la nouvelle car elle veut sacrifier le groupe de David au moment où ces derniers allaient sortir.

- Amanda Dumfries : une jeune femme qui se lie d'amitié avec David et Billy. Elle fournit le pistolet pour le groupe. Elle finit par coucher avec David et s'enfuit avec lui, Billy et Mme Reppler du supermarché.

- Ollie Weeks : l'un des deux responsables du supermarché et l'un des rares à conserver son calme. Il se sert du pistolet et est membre de l'expédition au drugstore. Il abat Mme Carmody à la fin du livre et sort dans la brume avec le groupe pour chercher la voiture mais se fait tuer par une créature semblable à un homard.

- Mme Hilda Reppler : vieille enseignante d'apparence fragile mais déterminée et solide. Elle tue un insecte lors de la première nuit au supermarché et s'arme de bombes insecticide et d'une raquette pour l'expédition au drugstore, où elle tente en vain de sauver Dan Miller. Elle fait partie du groupe de David pour sortir du magasin et fait partie des quatre personnes à monter dans la voiture dans la brume.

- Dan Miller : touriste mettant en garde David contre les agissements de Mme Carmody. Il fait partie de l'expédition au drugstore et y meurt le dernier, saisi par une araignée à la toile corrosive.

- Hattie Turman : baby-sitter de Billy entre deux âges qui se trouve dans le supermarché, où elle passe le plus clair de son temps à veiller sur Billy en l’absence de son père. Elle sort avec le groupe pour gagner la voiture à la fin de la nouvelle mais meurt, renversée par une araignée qui l'enveloppe dans un cocon.

- Stephanie (Steff) : la femme de David. Elle reste chez eux avant l'arrivée de la brume et David ne la revoit jamais.

- Brent Norton : le voisin des Drayton. Il est avocat dans le New Jersey et ne s’entend pas bien avec David. Il est vaniteux mais plutôt peureux. Il est hostile à toute éventualité surnaturelle et finit par conduire un petit groupe en dehors du supermarché. Il meurt dans la brume.

## Genèse
Stephen King a écrit cette nouvelle pour l'anthologie Dark Forces éditée en 1980 par Kirby McCauley, son agent littéraire de l'époque. Au départ sans inspiration, King a eu l'idée de son histoire après une tempête similaire à celle décrite au début de la nouvelle. Le lendemain, il s'est rendu au supermarché de Bridgton et a commencé à imaginer ce qui se passerait si des monstres préhistoriques assiégeaient le lieu. Il a écrit la moitié de la nouvelle durant la nuit et l'autre moitié dans la semaine suivante. McCauley a été stupéfait de recevoir cette longue nouvelle alors qu'il s'attendait à un texte beaucoup plus court et l'a choisie pour être la première histoire du recueil.

## Thèmes
Stephen King aborde dans cette nouvelle certains de ses thèmes récurrents comme sa méfiance envers le gouvernement et la technologie ainsi que le fait de placer des gens ordinaires dans des situations extraordinaires afin que l'effondrement du vernis de civilisation révèle le pire ou le meilleur d'eux-mêmes. Pour Michael Collings, cette histoire condense en format réduit « l'essence de l'art du conteur de King » et « donne l'illusion d'une vaste expérience humaine » où les monstres « deviennent de véritables allégories de l'état psychologique des protagonistes ». Laurent Bourdier met l'accent sur l'âge primitif auquel l'homme est renvoyé lorsque la technologie se retourne contre lui. L'homme, assailli par des créatures quasiment préhistoriques à l'extérieur, se retrouve piégé dans l'une de ses grottes modernes, un supermarché, où il se livre à des luttes de factions pour le pouvoir qui dégénèrent en véritables affrontements. Le supermarché servant de cadre principal au récit peut par ailleurs être vu comme un hommage au film Zombie (1978) de George A. Romero.
Pour Robin Furth, la nouvelle présente des connexions avec le cycle de La Tour sombre. Les monstres de Brume viennent selon lui d'une faille entre les mondes, un espace vaadash, ouverte par le projet militaro-scientifique « Pointe de Flèche » et il note une forte ressemblance entre les personnages de madame Carmody et de Sylvia Pittston (dans Le Pistolero), qui pourraient être des « doubles ».

## Distinctions
Brume a été nommé en 1981 au prix World Fantasy du meilleur roman.

## Adaptations

### Cinéma et télévision
Une adaptation au cinéma, The Mist, assez fidèle à la nouvelle (hormis la fin) a été réalisée en 2007 par Frank Darabont. Thomas Jane y tient le rôle de David Drayton.
Le 14 avril 2016, Spike annonce la commande d'une adaptation télévisée de dix épisodes d'une heure, diffusée durant l'été 2017, qui se révèle être une adaptation complètement libre, allant chercher l'origine de la brume dans une action répulsive de la nature envers les humains. Cette série est annulée à la fin de sa première saison.

### Jeu vidéo
Cette nouvelle a par ailleurs été adaptée en fiction interactive en 1985 ; développée par Raymond Benson et Angelsoft, Inc. et éditée par Mindscape, elle est sortie sur Apple II et DOS.
Le scénario du jeu vidéo Half-Life prend cette nouvelle parmi ses sources d'inspiration ; ce jeu devait d'ailleurs originellement s'appeler Quiver, en hommage au projet Arrowhead de Brume. Les créateurs du jeu Silent Hill 3 citent eux aussi la nouvelle comme l'une de leurs principales sources d'inspiration.

### Audio
La société ZBS Productions a réalisé une adaptation audio de la nouvelle en utilisant la technologie de spatialisation sonore et avec William Sadler dans le rôle de David Drayton. Cette adaptation, nommée The Mist in 3D Sound, est sortie en cassette audio en 1986 puis en CD en 1993.